# ستيفن برينر
ستيفن برينر (بالإنجليزية: Stephen Brenner)‏ هو لاعب قذف أيرلندي، ولد في 1974 في وترفورد في جمهورية أيرلندا.